# Annalen van de Vier Meesters

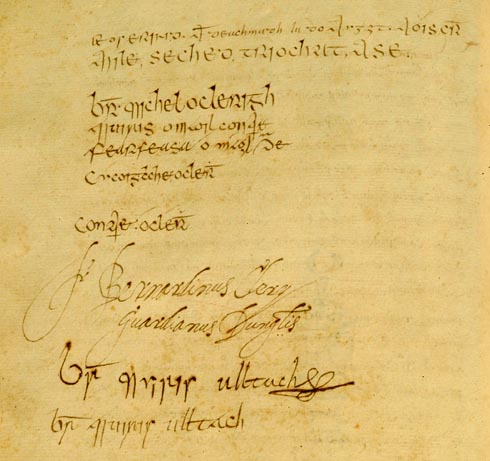
Getekende pagina uit de Annalen van de Vier Meesters.

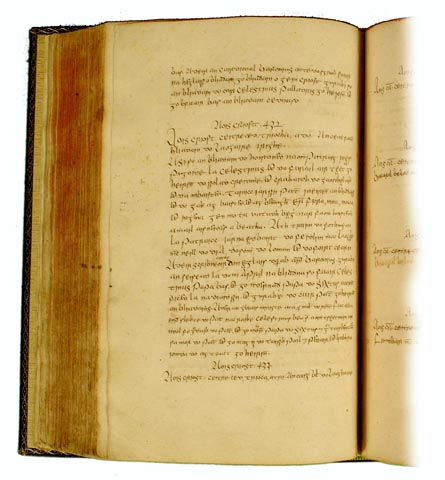
Pagina over het jaar 432

De Annalen van de Vier Meesters (Annála na gCeithre Máistrí), ook bekend als de Annalen van het Koninkrijk Ierland (Iers: Annála Ríoghachta Éireann), is een kroniek over de middeleeuwse geschiedenis van Ierland. De kroniek behandelt de periode vanaf de periode dat de Zondvloed zou hebben plaatsgevonden (2242 Anno Mundi) tot 1616.

## Tekst
De annalen zijn vooral een verzameling van eerdere annalen, maar er zit ook origineel werk bij. De meeste annalen zijn verzameld tussen 1632 en 1636 in het Franciscaanse klooster in Donegal, en langs de oevers van de rivier Drowes. De annalen over de 12e eeuw en eerder zijn overgeschreven van middeleeuwse annalen uit verschillende kloosters. De annalen van na de 12e eeuw komen onder andere uit documenten van de Ierse aristocratie (zoals de Annalen van Ulster). De annalen uit de 17e eeuw zijn gebaseerd op persoonlijke observaties en documentaties.
De voornaamste schrijver en verzamelaar van de annalen was Mícheál Ó Cléirigh. Hij werd onder andere bijgestaan door Peregrine O'Clery, Fergus O'Mulconry en Peregrine O'Duignan. Ondanks dat Mícheál Ó Cléirigh de enige Franciscaan onder hen was, kwamen de vier bekend te staan als “de vier fraters”. In het Engels kregen ze de titel “de vier meesters”, waar de naam van de annalen ook van is afgeleid. De mecenas van het project was Fearghal Ó Gadhra, een lord uit County Sligo.
De annalen werden in het Iers geschreven. Er bestaan verschillende kopieën van de manuscripten, die in het bezit zijn van het Trinity College Dublin, de Royal Irish Academy, de Nationale Universiteit van Ierland, Dublin en de National Library of Ireland.

## Vertalingen
De eerste Engelstalige vertaling van de annalen werd gepubliceerd in 1846 door Owen Connellan. Zijn vertaling omvatte de annalen van de 11e tot de 17e eeuw. Deze versie werd gedurende 150 jaar grotendeels genegeerd, maar begin 21e eeuw verscheen er een nieuwe publicatie van.
Connelans vertaling werd enkele jaren later opgevolgd door een volledige vertaling door de historicus John O'Donovan. Zijn vertaling werd door de overheid gefinancierd.

## Belang
De annalen vormen een van de primaire Ierstalige bronnen van de Ierse geschiedenis tot 1616. De hoofdstukken over de eerste paar eeuwen bevatten niet veel meer dan een lijst van namen en data, maar de latere hoofdstukken geven (gedetailleerde) ooggetuigenverslagen en omschrijvingen van gebeurtenissen.
De mate waarin de annalen bruikbaar zijn als historisch naslagwerk wordt weleens in twijfel getrokken, met name door presentisten. Een veelgehoord argument is dat de annalen zich beperken tot het bijhouden van geboorte- en sterfdata van de adel van Ierland, en vaak grotere sociale gebeurtenissen en trends negeren. Aan de andere kant zijn de annalen een van de weinige bronnen geschreven in deze tijdsperiode. Met name de latere hoofdstukken geven inzicht in enkele historische gebeurtenissen zoals de Desmond-opstanden en de Negenjarige Oorlog.